# Abbaye Saint-Prix
L'abbaye Saint-Prix est une ancienne abbaye bénédictine qui était située à Saint-Quentin, dans l'actuel département de l'Aisne.

## Histoire
Mabillon considère Fulrad, abbé de Saint-Denis, comme le fondateur de Saint-Prix . La tradition locale attribue formellement cette fondation au comte Albert Ier de Vermandois.
En 986, une communauté de moines bénédictins comprenant un abbé et trois frères, est installée dans une propriété du comte de Vermandois, Albert Ier, au lieu-dit le Breuil, où il tenait des assemblées de justice, sur une hauteur au sud-est de la cité, de l'autre côté de la vallée du Gronnard.
Les comtes de Vermandois sont les bienfaiteurs privilégiés de Saint-Prix. En 1015, Albert II délivre une charte en faveur du monastère; En 1045, le comte Eudes promulgue à son tour une charte en faveur de l'abbaye . 
La juridiction de l'abbaye de Saint-Prix s'étend à l'ouest de la ville, sur le détroit de Pontoiles autour de Saint-Nicaise.
Vers 1358, le péril militaire conduit la commune à négocier la destruction de l'abbaye qui occupe une hauteur dominant la ville. Les moines acceptent
contre une grosse indemnité et s'installent intra-muros . Le danger passé, ils réintègrent leur ancienne demeure, puisqu'elle est à nouveau évacuée en 1471 sur ordre de Louis XI. Les bâtiments conventuels sont définitivement détruits.
Elle est reconstruite en 1557 à l'intérieur des remparts de Saint-Quentin. 
La commende depuis 1514 et la non adhésion à la réforme de Saint-Maur provoquent la décadence. L'abbaye de Saint-Prix décline progressivement. Elle n'a plus de protecteur. L'évêque obtient la suppression de la mense conventuelle en 1755. L'affaire traîne jusqu'en 1778, du fait d'un long conflit avec la ville qui souhaite que les revenus soient affectés au collège. L'évêque obtient gain de cause en faveur du séminaire installé à Noyon. En 1775, il y a encore un frère.

## Abbés
D'après Colliette

### Abbés réguliers
- ~1040 : Garinus ou Warinus
- ~1043-1045 : Gérard I
- ~1047 : Rainier I
- ~1067 :  Waldatus ou Waldiricus
- (Richard)
- ~1076 : Gaudry[6] ou Waldericus[7]
- ~1085 : Hubert
- ~1092 : Nanterus
- ~1104-1120 : Guarimbaldus
- ~1122 : Albert
- ~1123 : Rainier II
- ~1130 : Heribert
- ~1138-1142 : Garinus I ou Warinus
- ~1144-1145 : Hugues I
- ~1145-1148 : Garinus III ou Warinus
- ~1148-1158 :  Rainaud I
- ~1164-1166 : Hugues II
- ~1170 : Richard
- ~1171-1181 : Evrard
- ~1182 : Gérard
- ~1192-1194 : Gontier
- Walterus
- ~1206-1220 : Rainaud II
- ~1232 : L...
- ~1240-1274 : Rainaud III
- ~1282 : Jean I, neveu de Guy des Prés[8],[9]
- ~1306 : Jean II
- ~1323 : P...
- ~1328 : Jean III
- ~1336-1341 : Hervé ou Herman
- ~1367-1371 : Pierre de Rose
- ~1410 : Jean de Vilette
- ~1420-1448 : Adam Paille
- ~1457 : Jean le Champenois
- ~ 1471-1475 : Gaultier II
- ~1478 : Jean VI
- ~1502 : Gilles le Vasseur[10]
- ~1511 : Nicolas de Grolli, cellérier de Corbie
- ~1514 : Abraham
- 1518-1520 : Jean de Halluin , doyen de saint Quentin
- 1522 : Abraham Robart, peut- être le même qu'Abraham I, qui après avoir plaidé contre Jean de Halluin, aurait joui de cette abbaye.
- Claude le Bocquillon (†1557), dernier abbé régulier.

### Abbés commendataires
Comme la plupart des monastères de France par le concordat de 1516, la mise en commende s’appliqua à Saint-Prix :
- Jacques de la Mothe
- Jacques Brisard, seigneur de Perrigues, conseiller au Parlement de Paris en 1525[11].
- Jean Brisard, fils du précédent.
- 1651 : Julien Brisard, neveu du précédent.
- 1655 : Charles Brisard (†1718), son frère, conseiller au Parlement de Paris.
- 1716 : Jacques Brisard (†1746), neveu, conseiller au Parlement de Paris.
- 1746 : Hyacinthe-Julien Le Riche de La Popelinière (1702-†1768), demi-frère d'Alexandre Jean Joseph Le Riche de La Popelinière, prieur commendataire du Prieuré de Sainte-Croix de Flamanville en 1744.
- 1768 : François-Augustin Gouyon (1721-†1784), prieur de la Trinité de Fougères.

## Droit de patronage et dîmage
L'abbaye a le droit d'élire et de pourvoir aux cures des églises dont elle est patron, de prêtres qu'elle présente à l'ordination de l'évêque diocésain. C'est le droit de patronage, de présentation à l’évêque et de nomination d'un desservant aux églises ou cures (paroisses) où elle percevait les grosses dîmes.
L'abbé présentait à l'évêque pour la nomination aux cures de Saint-Nicaise, chapelle de la paroisse d'Oëstres à Saint-Quentin (donation en 1108), Dallon (donation en 1043), Essigny-le-Petit, Le Fayel, Fontaine-lès-Clercs, Happencourt, Omissy, Vergies,

## Patrimoine foncier
L'abbaye possédait la zone en aval de la Somme et la petite vallée à l'est de la ville. Lorsqu'elle cède le détroit de Pontoiles, elle conserve les détroits de Rocourt et Oestres.
Saint-Prix possède un four près de l'abbaye, le four du faubourg de Pontoiles et un autre dans la rue Saint-Martin, dit four de Saint-Prix.

## Héraldique
| Armoiries de l'Abbaye Saint-Prix. | Les armes de l'abbaye se blasonnent ainsi : D'azur semé de fleur de lis d'or, parti d'un échiqueté d'or et d'azur. |